# Jean-Daniel Lugrin
 (août 2016).
Jean-Daniel Lugrin, né en 1958 à Macconnens, est un musicien suisse.

## Biographie
Il commence sa formation musicale à la flûte à bec avec son père. À dix ans il est inscrit au conservatoire de Fribourg dans la classe de Georges Richinaz. Il étudie par la suite avec Claude Delley, Jean-Claude Desbiolles avec qui il obtient son diplôme d'enseignement et Frédéric Rapin qui le conduit jusqu'à la virtuosité. En parallèle il suit les cours d'orchestre à Bienne et se perfectionne auprès de Walter Boeykens, Jacques Lancelot, Michel Lethiec et Robert Kemblinsky. Directeur-fondateur de l'Orchestre d'harmonie de Fribourg il se perfectionne dans le cadre de la Fondation des Ateliers de Direction d'Orchestre à Genève conduit par Eric Bauer et suit une formation d'organiste avec René Oberson.
En composition il a travaillé avec Andor Kovach et Serge Lancen à Paris. En 2015, il enseigne la clarinette au conservatoire de Fribourg et joue régulièrement dans les différents orchestres de la ville. En outre, il est membre et directeur adjoint de la Landwehr de Fribourg[réf. nécessaire] et dirige le Chœur de clarinettes de Fribourg[réf. nécessaire].
Du côté discographie, il a enregistré un CD consacré à Brahms et Schumann en collaboration avec le pianiste Guy Fasel[réf. nécessaire], deux CD consacrés à ses compositions : L'Appel du Large et Stratosphères et un CD, Fantasia, avec le Chœur de clarinettes de Fribourg[réf. nécessaire].